# Nebeneinandem

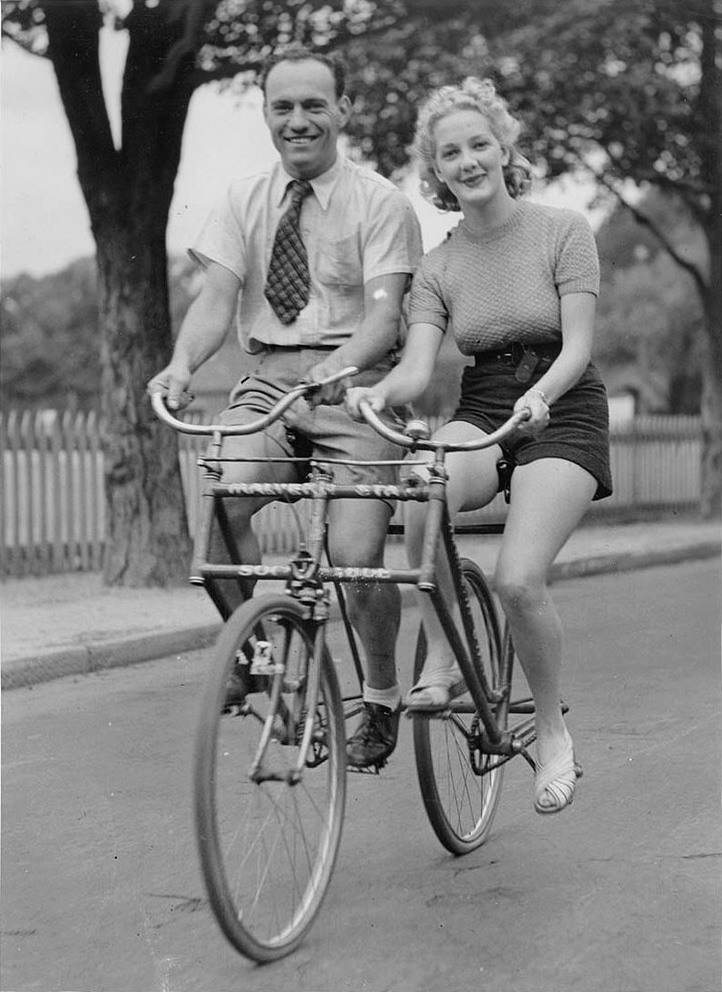
Ein australisches Modell von 1930

Ein Nebeneinandem (auch: Buddy Bike oder Compagnionfahrrad) ist ein muskelgetriebenes Fahrrad, auf dem mehrere Personen (meist zwei) nebeneinander fahren können. Der Name leitet sich vom „Nebeneinander-Tandem“ ab. 
Das Nebeneinandem eignet sich auch gut für behinderte Radfahrer, die auf die Hilfe anderer angewiesen sind und kein gewöhnliches Tandem fahren wollen oder können. Beliebt ist das Nebeneinandem bei Radlern, die sich gerne während der Fahrt unterhalten.

## Varianten
In der einfachsten Variante ist das Nebeneinandem zweispurig und besteht aus einer Konstruktion von Rohren zum Zusammenkuppeln zweier Fahrräder. Dabei werden sowohl die Fahrradrahmen als auch ihre Lenkung miteinander verbunden.
 Einige fest zusammengebaute vierrädrige Nebeneinandems sind außerdem ein wenig einem Oldtimer-Auto nachempfunden.

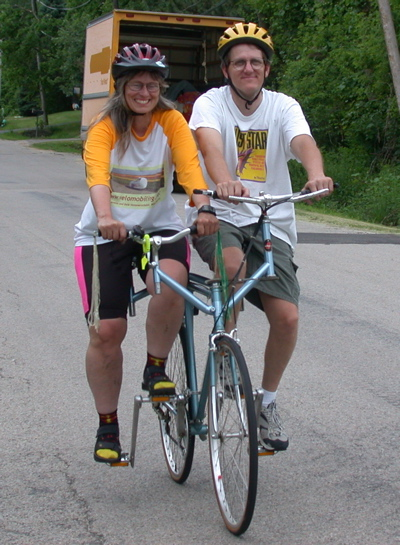
Ein Nebeneinandem der Bauart „Buddy Bike“

Aufwändigere Nebeneinandems basieren auf speziell konstruierten Rahmen. Ein Beispiel dafür ist das einspurige Buddy Bike, bei welchem zwei Sitzrohre mit unabhängig voneinander höheneinstellbaren Sätteln und zwei Lenker (einer davon fixiert) an Auslegern parallel auf einem einzigen Rahmen angeordnet sind, der ansonsten weitgehend einem üblichen Diamantrahmen entspricht. Der Antrieb erfolgt über eine in einem mittigen Standard-Tretlager gelagerte Kurbelwelle mit Kurbeln, auf denen als Erweiterung außen jeweils eine weitere, 180° versetzte Kröpfung ohne Mittellager so angeordnet ist, dass vier Pedale auf einer Welle zur Verfügung stehen. In den 1980er Jahren wurde ein gelb-hellblaues Buddy Bike in Serie gefertigt und vertrieben.
Im Extremfall ConferenceBike können bis zu sieben Personen nebeneinander sitzen und fahren.

## Geschichte

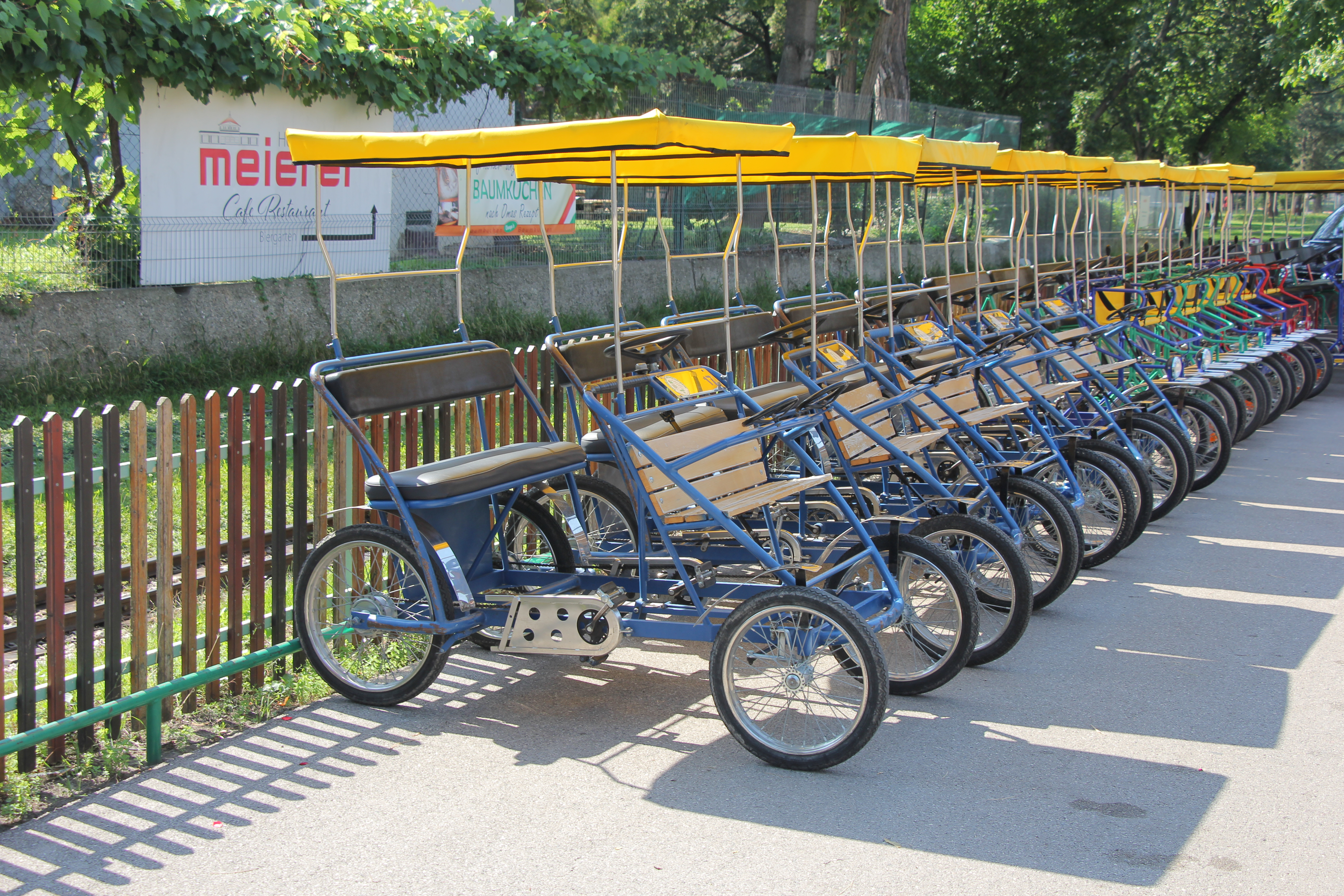
Tretmobile im Wiener Prater

Das Seitentandem wurde von Hubert Opperman erstmals in der Zeitschrift Modern Mechanix im August 1934 illustriert, auch wenn die Grundidee weit vor das 19. Jahrhundert zurückreicht. Es wurde ursprünglich von der Punnett Cycle Company vermarktet. Geschichtlich erwähnt wurde es als Werbefahrrad, welches es Herren ermöglichte, Zeit mit einer Dame zu verbringen, ohne dass die gemeinsame Aktivität eine zu starke Annäherung erlauben würde.